# Emma Lehmer
Pour les articles homonymes, voir Lehmer.
Emma Markovna Lehmer (née  Emma Markowna Trotskaja, en russe : Эмма Марковна Троцкая) est une mathématicienne américaine connue pour ses travaux sur les lois de réciprocité en théorie algébrique des nombres, née le  6 novembre 1906 à Samara et morte le 7 mai 2007 à Berkeley.

## Biographie
Emma Lehmer est née à Samara, alors dans l'Empire russe, mais l'emploi de son père qui est représentant d'une société sucrière russe fait déménager la famille à Harbin, en Chine, en 1910. Emma suit des cours particuliers jusqu'à l'âge de 14 ans, lorsqu'une école s'ouvre dans la région.
Elle se rend aux États-Unis pour y faire ses études supérieures. À l'université de Berkeley, en  Californie, elle commence par des études d'ingénierie en 1924, puis change pour les mathématiques. L'un de ses professeurs était Derrick Norman Lehmer, un théoricien des nombres bien connu pour ses travaux sur les tables de nombres premiers et les factorisations. Elle travaille pour lui à Berkeley à la recherche de nombres pseudocarrés, lorsqu'elle rencontre son fils, son futur mari Derrick Henry Lehmer. Après avoir obtenu sa licence en mathématiques en 1928, Emma épouse le jeune Derrick Henry Lehmer. Ils s'inscrivent tous deux à l'Université Brown, où Emma obtient sa maîtrise de sciences et Derrick son doctorat, tous deux en 1930. Emma n'a pas obtenu de doctorat elle-même. La plupart des universités ont des règles de contraintes familiales qui empêchent le mari et la femme d'occuper tous deux un poste d'enseignant. Tous deux travaillent, pendant la dépression des années 1930, à Caltech, à l'université de Stanford, à l'Institute for Advanced Study et à l'université Lehigh, et en Angleterre à Cambridge et à l'université de Manchester en 1938/39. Ce n'est que pendant la Seconde Guerre mondiale qu'elle a enseigné à l'université de Berkeley, où Derrick H. Lehmer est nommé en 1940 et est resté jusqu'à sa retraite.
Pendant la Seconde Guerre mondiale, Emma et Derrick Lehmer ont également pu utiliser temporairement l'ordinateur ENIAC à Aberdeen Proving Ground pour des calculs de théorie des nombres lorsqu'il n'était pas utilisé pour des programmes militaires.
Les Lehmer ont eu deux enfants, Laura (1932) et Donald (1934).

## Contributions
Emma Lehmer réalise des travaux mathématiques indépendants, notamment une traduction depuis le russe en anglais du livre de Pontryagin, Topological Groups. Elle travaille en étroite collaboration avec son mari sur de nombreux projets ; 21 de ses 56 publications sont des travaux communs avec lui. Ses publications portent principalement sur la théorie des nombres et le calcul, et plus particulièrement sur les lois de réciprocité, les nombres premiers spéciaux et les congruences.
Paul Halmos, dans son livre I want to be a mathematician : An automathography, mentionne la traduction par Emma Lehmer depuis le russe  du livre  Topological Groups de Pontryagin. Plusieurs publications ultérieures ont repris la référence de Halmos pour renforcer l'importance de la traduction de Lehmer..

## Hommages et biographies
- (en) John J. O'Connor et Edmund F. Robertson, « Emma Lehmer », sur MacTutor, université de St Andrews.
- « Emma Trotskaia Lehmer »  dans Biographies of Women Mathematicians
- Teri Perl, « Emma Trotskaya Lehmer », dans Charlene Morrow et Teri Perl (éditeurs), Notable Women in Mathematics: A Biographical Dictionary, Greenwood Press, 1998, p. 123-128.
- « The Lehmer's at Berkeley », une exposition.
- Robert Sanders, « Mathematician Emma Lehmer dies at 100 », UC Berkeley News Press Release, UCBerkeleyNews, 11 mai 2007.